# Firearms News
A Firearms News, anteriormente Shotgun News, é uma publicação americana sobre tiro e armas de fogo de propriedade da empresa Outdoor Sportsman Group. A revista se chamava Shotgun News até dezembro de 2015.

## História e perfil
A Shotgun News foi fundada em 1946. Pela contagem de páginas, a revista consiste predominantemente em anúncios, semelhantes a revistas de moda como a Vogue. De um modo geral, o formato da Shotgun News contém uma crítica em destaque, um artigo histórico ou relacionado a armas de porte, um artigo sobre armeiros amadores e colunas de Clayton Cramer, Chris Knox, Jeff Knox e Vin Suprynowicz. Anúncios classificados também são aceitos e o espaço não-vendido é preenchido com citações históricas dos Pais Fundadores.
"Fred", fundador do Projeto Appleseed, cujo nome verdadeiro é Jack Dailey, escreve uma coluna, na verdade, uma parte do espaço publicitário para as coronhas do fuzil M14 de Fred desde 1999.
A tiragem anual da Shotgun News é de 36 edições. Nominalmente, as edições são impressas em preto e branco em papel de qualidade jornalística. Todos os anos, as edições 3, 9, 12, 21, 27 e 33 também contêm uma capa colorida, uma seção de páginas coloridas brilhantes e artigos adicionais.
Em dezembro de 2015, a revista foi renomeada como Firearms News.

## Colaboradores
Os editores de campo incluem Reid Coffield, David Fortier, James Grant, Tom Gaylord, Frank James e Paul Scarlata. Colunistas regulares incluem Clayton Cramer, Chris Knox, Jeff Knox e Vin Suprynowicz. O mestre armeiro Peter G. Kokalis também foi um colaborador regular.